# EA-2012
EA-2012は、化学兵器として開発された有機リン化合物（神経剤）である。